# Condado de Carson
O Condado de Carson é um dos 254 condados do estado norte-americano do Texas. A sede do condado é Panhandle, e sua maior cidade é Panhandle.
O condado possui uma área de 2 393 km² (dos quais 2 km² estão cobertos por água), uma população de 6 516 habitantes, e uma densidade populacional de 3 hab/km² (segundo o censo nacional de 2000).
O condado foi criado em 1876.